# Knjižnična klasifikacija
Knjižnična klasifikacija je namenjena urejanju knjižničnega gradiva po vsebini. Ker je knjižnica namenjena uporabnikom, je tudi klasifikacija načrtovana z namenom, da bi uporabniki knjižnice lahko našli gradivo, za katerega ne poznajo bibliografskih podatkov. Knjižnice pa so različne tako glede gradiva kot glede uporabnikov, zato je prišlo v zgodovini knjižnic do razvoja večjega števila različnih klasifikacijskih sistemov. Med najbolj znanimi so Deweyeva decimalna klasifikacija in Univerzalna decimalna klasifikacija, Klasifikacija Kongresne knjižnice ter Ranganathanova klasifikacija. Vse so bile pripravljene za uporabo v splošnih knjižnicah in zajemajo celotno človeško znanje. Klasifikacije se delijo na univerzalne, če pokrivajo vse človeško znanje in gradivo, ter disciplinirane, če zajemajo le posamezno disciplino ali vrsto gradiva.

## Struktura knjižničnih klasifikacij
Knjižnične klasifikacije se po strukturi ali zgradbi delijo v dve glavni skupini: hierarhične in fasetne. Nekatere, zlasti modernejše klasifikacije pa imajo lahko mešane lastnosti.

### Fasetne klasifikacije
Fasetne klasifikacije vsak pojem razvrstijo po nekaj osnovnih lastnostih, fasetah. Te navadno predstavljajo določene enostavne pojme. Vsakega od drugih enostavnih ali sestavljenih pojmov pa opredelimo in razvrstimo s kombinacijo faset. 
Beseda faseta je v Bibliotekarskem terminološkem slovarju opisana kot vidik, po katerem je mogoče opisati vsebino dokumenta ali publikacije, v Slovarju slovenskega knjižnega jezika pa je beseda razložena kot brušena robna ploskev, navadno stekla in dragih kamnov. Tako si lahko predstavljamo, da ima dragulj več ploskev, na katere lahko usmerimo svoj pogled, enako pa lahko ravnamo tudi s pojmi in jih opazujemo z različnih vidikov, čeprav gre še vedno za isti pojem. Vsak vidik predstavlja eno faseto in s kombinacijo faset opišemo pojem v celoti. 
Fasetnim klasifikacijam lahko pravimo tudi analitično-sintetične. "Analitično" se nanaša na razgradnjo vsakega pojma na osnovne sestavine, torej fasete. "Sintetično" pa se nanaša na izražanje pojmov s tovrstno klasifikacijo, torej na izražanje vsakega pojma s kombinacijo faset. Z ustrezno kombinacijo osnovnih pojmov v fasetah lahko izrazimo vse druge, tudi kompleksne pojme.
Vrsti fasetnih knjižničnih klasifikacij:
1. Ranganathanova klasifikacija (RK)
2. Blissova bibliografska klasifikacija (BBK)

### Hierarhične klasifikacije
Hierarhične klasifikacije razvrščajo pojme v vrsto hierarhično povezanih skupin ali razredov. Nadrejeni in splošnejši razredi so razdeljeni v manjše in po vsebini ožje podrazrede. Taka delitev se lahko večkrat ponovi. Vsak od pojmov sodi v svoj najožji podrazred in v vrsto razredov, ki so temu nadrejeni. Za hierarhične klasifikacije je tudi značilno, da naštejejo vse ali čim več pojmov ne glede na to, ali gre za enostavne pojme (npr. knjižničarstvo) ali za sestavljene (npr. knjižnična klasifikacija).
Vrsti hierarhičnih knjižničnih klasifikacij:
1. Klasifikacija kongresne knjižnice
2. Deweyeva decimalna klasifikacija (DDK)

### Kombinirane klasifikacije
Obstajajo tudi klasifikacije, ki kombinirajo oba načina, hierarhičnega in fasetnega. Taka je npr. Univerzalna decimalna klasifikacija.